# CYNHN
CYNHN(СУИНИ, スウィーニー)은 2017년에 결성된 일본의 아이돌 걸 그룹이다. 소속 사무소 디어 스테이지 소속. 2017년 11월 1일 데뷔 싱글 "Finalegend"를 발매했다.

## 역사
CYNHN은 2017년 11월 싱글 'Finalegend'로 데뷔했다. 2018년 4월에는 두 번째 싱글 "Haribote"를 발매했고, 2018년 9월에는 세 번째 싱글 "Tachypsychia / So Young", 2018년 12월에는 네 번째 싱글 "Zekkō Kyōshū / Amairo Hologram"을 발매했다. 싱글 "Kūki to Ink / Wire"는 2019년 3월에 발매되었다. 2019년 6월에 첫 정규 앨범 Tablature를 발매했다. 여섯 번째 싱글 "2-ji no Parade"는 2019년 11월에 발매되었다. 오사카 마나리는 졸업했다. 2019년 12월 그룹에서 탈퇴했다. 2020년 3월에 일곱 번째 싱글 "Suisei"가 발매되었다. 2020년 9월에 여덟 번째 싱글 "Goku Heibon na Ao wa"가 발매되었다. 첫 번째 EP인 #0F4C81은 2020년 12월에 발매되었다. 사키노 소토는 2021년 1월에 그룹을 졸업했다. 2021년 7월에 9번째 싱글 "Aoawase"를 발매했다. 두 번째 앨범 Blue Cresc.는 2022년 2월에 발매되었다. 히로세 미노리는 2022년 6월에 그룹에 합류했다. 2022년 8월에 10번째 싱글 "Kilig Near"를 발매했다. 2023년 1월에 11번째 싱글 "Raku no Uwanuri"를 발매했다. 모모세 레이는 2023년 9월에 그룹을 졸업했다. 두 번째 EP인 Aufheben은 2023년 9월에 발매되었다.